# 중화인민공화국의 올림픽 중계권
이 문서는 중화인민공화국의 올림픽에 관한 방송 중계 권리를 보호하는 제도이다.

## 하계
| 개최국         | 개최명             | 방송사 | 비고 |
| -------------- | ------------------ | ------ | ---- |
| 로스앤젤레스   | 1984년 하계 올림픽 | CCTV   |      |
| 서울           | 1988년 하계 올림픽 | CCTV   |      |
| 바르셀로나     | 1992년 하계 올림픽 | CCTV   |      |
| 애틀랜타       | 1996년 하계 올림픽 | CCTV   |      |
| 시드니         | 2000년 하계 올림픽 | CCTV   |      |
| 아테네         | 2004년 하계 올림픽 | CCTV   |      |
| 베이징         | 2008년 하계 올림픽 | CCTV   |      |
| 런던           | 2012년 하계 올림픽 | CCTV   |      |
| 리우데자네이루 | 2016년 하계 올림픽 | CCTV   |      |
| 도쿄           | 2020년 하계 올림픽 | CCTV   |      |
| 파리           | 2024년 하계 올림픽 | CCTV   |      |
| 로스앤젤레스   | 2028년 하계 올림픽 | CCTV   |      |
| 브리즈번       | 2032년 하계 올림픽 | CCTV   |      |

## 동계
| 개최국         | 개최명             | 방송사 | 비고 |
| -------------- | ------------------ | ------ | ---- |
| 레이크플래시드 | 1980년 동계 올림픽 | CCTV   |      |
| 사라예보       | 1984년 동계 올림픽 | CCTV   |      |
| 캘거리         | 1988년 동계 올림픽 | CCTV   |      |
| 알베르빌       | 1992년 동계 올림픽 | CCTV   |      |
| 릴레함메르     | 1994년 동계 올림픽 | CCTV   |      |
| 나가노         | 1998년 동계 올림픽 | CCTV   |      |
| 솔트레이크시티 | 2002년 동계 올림픽 | CCTV   |      |
| 토리노         | 2006년 동계 올림픽 | CCTV   |      |
| 밴쿠버         | 2010년 동계 올림픽 | CCTV   |      |
| 소치           | 2014년 동계 올림픽 | CCTV   |      |
| 평창           | 2018년 동계 올림픽 | CCTV   |      |
| 베이징         | 2022년 동계 올림픽 | CCTV   |      |
| 밀라노         | 2026년 동계 올림픽 | CCTV   |      |
|                | 2030년 동계 올림픽 | CCTV   |      |

## 같이 보기
- 중화인민공화국의 스포츠 중계권
- 중화인민공화국 올림픽 위원회
- 올림픽 중화인민공화국 선수단